# Mistrzostwa Świata FIBT 1979
Mistrzostwa Świata FIBT 1979 odbyły się w dniu 18 lutego 1979 w niemieckiej miejscowości Königssee, gdzie rozegrano konkurencję męskich dwójek i czwórek bobslejowych.

## Dwójki
- Data: 18 lutego 1979

| Miejsce | Państwo    | Zawodnik                                          | Czas |
| ------- | ---------- | ------------------------------------------------- | ---- |
| 1       | Szwajcaria | Erich Schärer Josef Benz                          | –    |
| 2       | RFN        | Stefan Gaisreiter Manfred Schumann Fritz Ohlwater | –    |
| 3       | RFN        | Toni Mangold Stefan Späte                         | –    |

## Czwórki
- Data: 18 lutego 1979

| Miejsce | Państwo    | Zawodnik                                                                  | Czas |
| ------- | ---------- | ------------------------------------------------------------------------- | ---- |
| 1       | RFN        | Stefan Gaisreiter Dieter Gebhard Hans Wagner Heinz Busche                 | –    |
| 2       | NRD        | Meinhard Nehmer Detlef Richter Bernhard Germeshausen Hans-Jürgen Gerhardt | –    |
| 3       | Szwajcaria | Erich Schärer Ulrich Bächli Hansjörg Trachsel Josef Benz                  | –    |

## Tabela medalowa
| Miejsce | Państwo    |   |   |   | Razem |
| ------- | ---------- | - | - | - | ----- |
| 1.      | RFN        | 1 | 1 | 1 | 3     |
| 2.      | Szwajcaria | 1 | 0 | 1 | 2     |
| 3.      | NRD        | 0 | 1 | 0 | 1     |